# Xã Eel River, Quận Allen, Indiana
Xã Eel River (tiếng Anh: Eel River Township) là một xã thuộc quận Allen, tiểu bang Indiana, Hoa Kỳ. Năm 2010, dân số của xã này là 3.612 người.